# هان شو (سياسي)
هان شو (بالصينية: 韓敘) هو دبلوماسي وسياسي صيني، ولد في 26 مايو 1924 في الصين، وتوفي في 19 يوليو 1994 في بكين في الصين. حزبياً، نشط في الحزب الشيوعي الصيني. وقد انتخب عضو في اللجنة الوطنية لجمهورية الصين الشعبية خلال فترته النيابية ‏.